# Mitsubishi Endeavor
Mitsubishi Endeavor — среднеразмерный кроссовер, выпускавшийся японским автопроизводителем Mitsubishi Motors с 2003 по 2011 года на заводе в Нормал (Иллинойс), США. Это был первый автомобиль компании, создавшийся под программой «Проект Америка» — с целью внедрения автомобилей Mitsubishi на рынок США, под который он и был адаптирован в первую очередь. Endeavor основан на платформе Mitsubishi PS.

## Появление
Впервые Endeavor был представлен на Североамериканском международном автосалоне в Детройте в 1999 году, как концепт-кар «Mitsubishi SSU», однако с ним автомобиль не имел технического сходства. Прототип оборудовался 2,5-литровым ТвинТурбо V6 6A13TT семейства Mitsubishi 6A, выдающим 305 лошадиных сил (227 кВ), работающим вместе с пятиступенчатой преселективной коробкой передач «INVECS-II» и AYC — активным дифференциалом. SSU имел постоянный полный привод. Готовая версия Endeavor уже имела 3,8-литровый атмосферный 6G75 с 215 л. с. (поднятыми до 225 л. с. в 2004 году), 4-ступенчатую автоматическую трансмиссию и подключаемый полный привод с распределением крутящего момента 50 на 50. В 2011 году крутящий момент двигателя был поднят с 339 до 346 Н*м. В 2006 году произошёл рестайлинг модели.
Внешний вид был схожим с оным у остальных автомобилей Mitsubishi, особенно автомобиль был похож на младшего собрата Mitsubishi Outlander первого поколения. Автомобиль имел большое количество различных систем безопасности и развлечений, например он имел компас, а в максимальной комплектации можно было заказать даже видеосистему для задних пассажиров. Кроме того, автомобиль имел аудиосистему, обширное количество мягкого пластика в салоне, хорошую шумоизоляцию и прочие функции и удобства.
- Размерность шин — 235/65R17
- Диаметр колёсного диска — 7Jx17
- Передняя подвеска — независимая, типа MacPherson, амортизационная стойка, стабилизирующая штанга, винтовые пружины и стабилизатор поперечной устойчивости
- Задняя подвеска — независимая, многорычажная, стабилизирующая штанга, винтовые пружины и стабилизатор поперечной устойчивости
- Рулевое управление — рейка-шестерня с гидроусилителем
- Диаметр разворота — 11,3 (кол-во поворотов — 3,05)
- Передние тормоза — дисковые, вентилируемые (размер — 290 мм)
- Задние тормоза — дисковые (размер — 302 мм)

## Восприятие
Несмотря на благоприятные отзывы со стороны покупателей, Endeavor не оправдал ожиданий Mitsubishi. С момента запуска в 2003 году должно было быть реализовано 80000 автомобилей до конца года, однако было продано лишь 32054 штук, затем продажи только падали.
В 2006 году автомобиль попал на 4 место в списке Forbes среди самых излюбленных женщинами автомобилей.
Mitsubishi в 2009 году не производили модель для обычных клиентов, только для аренды. Такие автомобили имели тканевую отделку салона и Bluetooth. Для 2010 года автомобиль снова был подвергнут фейслифтингу, он немного изменился спереди и сзади. Также он получил навигационную систему, которая раньше была доступна только в комплектации Limited, кожаную отделку (без возможности получить тканевую) и Bluetooth, а в комплектации SE (Special Edition) — люк на крыше. Продажи обновлённой версии начались с июне 2009 года. Всего было доступно 2 комплектации — LS и SE, начальная цена начиналась с отметки в 18,347 $. В обоих комплектациях автомобиль имел двухуровневые передние подушки безопасности, вмонтированные в передние сиденья подушки безопасности и боковые шторки безопасности, системы защиты от опрокидывания, АБС с электронной системой распределения тормозных усилий и систему слежения за давлением в шинах.
25 апреля 2011 года Mitsubishi было объявлено о том, что последние модели Endeavor продадут до конца августа этого-же года.

## Безопасность
Endeavor прошёл тест NHTSA в 2011 году. Автомобиль получил хорошие оценки:
Водитель: 
Передний удар по пассажиру: 
Боковой удар по пассажиру: 
Боковой удар по задним пассажирам: 
Опрокидывание: 

## Продажи
| Год  | Продано | В том числе в США |
| ---- | ------- | ----------------- |
| 2002 | 10      | -                 |
| 2003 | 48,987  | 39,181            |
| 2004 | 19,448  | 20,920            |
| 2005 | 22,403  | 18,568            |
| 2006 | 18,097  | 14,043            |
| 2007 | 13,465  | 10,669            |
| 2008 | 2,316   | 4,342             |
| 2009 | 5,401   | 4,057             |
| 2010 | 6,444   | 4,433             |

- Версия с 2003 по 2005 год
- Версия с 2006 по 2010 год